# Île de loisirs de Vaires-Torcy
Het Île de loisirs de Vaires-Torcy is een Frans openlucht- en recreatiecentrum in de gemeenten Vaires-sur-Marne, Chelles en Torcy, in het departement Seine-et-Marne. Het is een van de 12 recreatie-eilanden in de regio Île-de-France.
Het ligt op 25 km van Parijs en Meaux, op 20 km van Bobigny en Créteil. Het terrein is met de auto bereikbaar via de A104.
Het recreatie-eiland vormt één geheel verdeeld over twee locaties. De site van Vaires ligt in de gemeente Vaires-sur-Marne en Chelles. De site van Torcy ligt in de gemeente Torcy op het grondgebied van de nieuwe stad Marne-la-Vallée.
De twee delen van het centrum (verbonden door een fietspad op de eigen site) zijn:
- Torcy met 150 ha verdeeld over twee wateroppervlaktes (inclusief het zwemgedeelte), een golfbaan en een ponyclub;
- Vaires met 200 ha inclusief het Olympisch Nautisch Stadion met zijn wildwaterpiste en een wateroppervlak van 90 ha waar roeien, kanoën en zeilen worden beoefend, verblijfsaccommodatie en een sportcomplex.

Het complex is de locatie voor de competities van het kanovaren en roeien tijdens de Olympische Zomerspelen 2024 en  van het kanovaren en roeien tijdens de Paralympische Zomerspelen 2024. De wildwaterpiste werd in 2019 op een terrein van zo'n 6 hectare en met een bouwkost van 75 miljoen euro gebouwd voor de nakende spelen.